# Entrepreneur individuel à responsabilité limitée
Pour les articles homonymes, voir Entrepreneur (homonymie).
 (avril 2011).
Si vous disposez d'ouvrages ou d'articles de référence ou si vous connaissez des sites web de qualité traitant du thème abordé ici, merci de compléter l'article en donnant les références utiles à sa vérifiabilité et en les liant à la section « Notes et références ».
En France, un entrepreneur individuel à responsabilité limitée (en abrégé EIRL) correspond, selon l'article L526-6 du Code de commerce, à un régime d'entreprise individuelle où l'entrepreneur bénéficie d'une responsabilité limitée. Ce n'est pas une nouvelle forme juridique d'entreprise mais une option juridique ouverte à tout entrepreneur individuel depuis le 1er janvier 2011.
Tous les entrepreneurs individuels peuvent créer une EIRL. Sont donc concernés : 
- les commerçants,
- les artisans,
- les exploitants agricoles,
- les professions libérales.

Lorsque ces entrepreneurs exercent leur activité au sein d'une entreprise individuelle soumise au régime du réel, ils peuvent créer une EIRL. Lorsque ces entrepreneurs individuels sont soumis au régime fiscal simplifié de la micro-entreprise ou de l'auto-entrepreneur, ils peuvent créer une AERL (Auto-entreprise à responsabilité limitée).
Compte tenu de la création du nouveau statut de l'entrepreneur individuel, doté de plein droit d'un patrimoine professionnel et d'un patrimoine personnel, le régime de l'entrepreneur individuel à responsabilité limitée (EIRL) est mis en extinction par la loi du 14 février 2022 en faveur de l'activité professionnelle indépendante.

## EIRL et protection du patrimoine
Le principal intérêt et objectif de l'EIRL consiste à mieux protéger l'entrepreneur individuel en cas de faillite. En effet, l'EIRL permet à l'entrepreneur de ne pas risquer son patrimoine privé dans son entreprise. Aussi, en cas de difficulté financière, tous ses biens privés ne pourront être saisis par ses créanciers professionnels.
L'entrepreneur est le seul dirigeant, il est responsable sur ses biens propres. (possibilité de protéger ses biens par une déclaration d'insaisissabilité devant notaire). Responsabilité civile et pénale du chef d'entreprise. En cas D'EIRL depuis le 01/01/2011 distinction d'un patrimoine affecté à l'entreprise.

## Démarches de création d'une EIRL
Créer une EIRL consiste donc pour l'entrepreneur individuel à délimiter son patrimoine privé de son patrimoine professionnel. Aussi, pour créer une EIRL, un entrepreneur doit lister l'ensemble de ses biens professionnels, indispensables ou bien simplement utilisés dans le cadre de son activité professionnelle. Cette liste constitue la déclaration d'affectation que l'entrepreneur doit déposer au greffe ou au registre des métiers pour pouvoir être consultée par ses créanciers dont le gage est limité à ces biens affectés.

## EIRL et régime social et fiscal
Il faut distinguer l'EIRL de l'AERL constituée par un auto-entrepreneur ou un micro-entrepreneur. En effet, dans le cadre de l'AERL, le régime social et fiscal de l'entrepreneur n'est en rien modifié : il continue de relever de son régime fiscal simplifié et ses prélèvements obligatoires demeurent calculés sur la base du chiffre d'affaires encaissé de son entreprise. En revanche, l'entrepreneur individuel qui crée une EIRL a la possibilité d'opter pour une imposition à l'impôt sur les sociétés. Dans le cas de cette option, son régime fiscal est modifié ainsi que son régime social. En effet, ce n'est plus le résultat de son entreprise individuelle qui est soumis aux prélèvements obligatoires mais la rémunération versée par l'EIRL. De plus, l'entrepreneur peut alors percevoir des dividendes versés par son EIRL.
Au niveau de la TVA, il faut faire un choix entre trois régimes: franchise en base de TVA, régime réel simplifié, régime réel normal. Si les clients de l'EIRL sont des particuliers et que le montant du chiffre d'affaires ne dépasse pas un certain montant (32 900 € pour les prestataires de service, 82 200 € pour les commerçants), il est conseillé de choisir la franchise en base.